# Merriamosauria
Merriamosaures
— non classé —
Les Merriamosauria (merriamosaures en français) forment un clade fossile d'ichtyosaures nommé par le paléontologue japonais Ryosuke Motani (d) dans son analyse de 1999 des relations entre les reptiles marins ichtyoptérygiens et défini en termes phylogénétiques comme un taxon basé sur une tige comprenant « le dernier ancêtre commun de Shastasaurus pacificus et d’Ichthyosaurus communis, et tous ses descendants ». 

## Classification
Le clade Merriamosauria est décrit en 1999 par le paléontologue japonais Ryosuke Motani (d) (1937-). 
Le nom de taxon rend hommage à John Campbell Merriam (1869-1945). 

## Présentation
Sur la base de cette définition, Merriamosauria comprend la plupart des ichtyosaures à l'exception de plusieurs groupes du Trias tels que le clade Mixosauria, la famille des Cymbospondylidae et peut-être la famille des Toretocnemidae. Les merriamosaures se distinguent par des caractéristiques de leurs ceintures pectorales et des os de leurs membres, notamment une connexion étendue entre l'omoplate et l'os coracoïde, l'absence du premier métacarpien et l'absence d'os pisiforme.
En plus du Shastasaurus, ce clade comprend Shonisaurus, Guizhouichthyosaurus, un taxon non nommé provenant d'Alaska datant du Norien, et de nombreux autres genres.

## Taxons
Selon Paleobiology Database en 2024, la liste des taxons inclus est :

### Genre
- † Thalattoarchon Fröbisch et al., 2013 ( sans famille définie )

### Clade
- † Euichthyosauria Motani, 1999 
  - † Callawayia Maisch (d) & Matzke (d), 2000
  - † Guizhouichthyosaurus Cao and Luo, 2000
  - † Parvipelvia Motani, 1999

### Familles
- † Besanosauridae McGowan et Motani, 2003
- † Californosauridae Von Huene, 1948
- † Guanlingsauridae Yin et al., 2000
- †  Merriamosauridae Maisch and Matzke, 2003
  - † Merriamosaurus Maisch et Matzke, 2002
  - † Pessopteryx (en) Wiman, 1910
- † Shastasauridae Merriam, 1902
- † Shonisauridae Camp 1980

### Nomen dubium
- † Pessosaurus (en) Wiman 1910 est considéré comme nomen dubium depuis Sander and Faber (1998) et Maisch and Matzke (2000) et nomen dubium de Ichthyosauria par Sepkoski (2002).[4].

### Publication originale
- (en) Ryosuke Motani, « Phylogeny of the Ichthyopterygia », Journal of Vertebrate Paleontology, vol. 19, no 3,‎ 1999, p. 472–495 (DOI 10.1080/02724634.1999.10011160, JSTOR 4524011, S2CID 84536507, lire en ligne [archive du 5 mars 2016] [PDF], consulté le 19 octobre 2011)